# لوید گرانت
لوید گرانت (به انگلیسی: Lloyd Grant) اولین گیتارنواز گروه هوی متال متالیکا بود که بعداً جای خود را به دیو ماستین داد.

## فعالیت در گروه متالیکا
با توجه به کوتاه بودن مدت همکاری گرانت با متالیکا، نامی از او در میان اعضای پیشین گروه دیده نمی‌شود، با این حال اولین اثر ضبط شده گروه بنام Hit the Lights با همکاری گرانت به عنوان نوازنده گیتار بوده‌است که این ترک هیچ وقت به صورت رسمی منتشر نشد.
در سال ۲۰۱۱ میلادی، جشنی به مناسبت سالگرد سی سالگی گروه متالیکا در سان فرانسیسکو، کالیفرنیا برگزار گردید و گرانت هم در آن جشن همراه سایر اعضای متالیکا بروی صحنه رفت.